# Katalonien-Rundfahrt 2009
Die 89. Katalonien-Rundfahrt ist ein Rad-Etappenrennen, das vom 18. bis 24. Mai 2009 stattfand. Das Rennen wurde über sechs Etappen und einem Prolog ausgetragen und zählt zur UCI ProTour 2009.

## Etappen
| Etappe             | Tag     | Start–Ziel                                             | km    | Etappensieger      | Gesamtwertung      |
| ------------------ | ------- | ------------------------------------------------------ | ----- | ------------------ | ------------------ |
| Prolog (1. Etappe) | 18. Mai | Lloret de Mar                                          | 03,6  | Thor Hushovd       | Thor Hushovd       |
| 2. Etappe          | 19. Mai | Girona–Roses                                           | 163,1 | Matti Breschel     | Alejandro Valverde |
| 3. Etappe          | 20. Mai | Roses–La Pobla de Lillet                               | 182,9 | Alejandro Valverde | Alejandro Valverde |
| 4. Etappe          | 21. Mai | La Pobla de Lillet–Vallnord Sector Pal (Andorra)       | 175,7 | Julián Sánchez     | Alejandro Valverde |
| 5. Etappe          | 22. Mai | La Seu d’Urgell–Torredembarra                          | 201,3 | Nikolai Trussow    | Alejandro Valverde |
| 6. Etappe          | 23. Mai | Torredembarra – Barcelona                              | 150,5 | Thor Hushovd       | Alejandro Valverde |
| 7. Etappe          | 24. Mai | Sant Cugat del Vallès–Circuit de Catalunya, (Montmeló) | 110,8 | Greg Henderson     | Alejandro Valverde |